# Vridsløselille
Vridsløselille er en bydel i Storkøbenhavn i Albertslund Kommune – oprindelig en landsby. I lighed med Vridsløsemagle er navnet sammensat af de gamle ord writh (vridning) og løsa (engdrag/græsgang) og hentyder til beliggenheden ovenfor engene ved Store Vejleå. Kommunen har 27.677 indbyggere  (2024).
Navnet refererede oprindelig til landsbyen, der lå som en enklave i Albertslunds vestlige del ikke langt fra grænsen til Høje-Taastrup Kommune, men efterhånden kom det også til at betegne den mere eller mindre spredte bebyggelse, der voksede op omkring Vridsløselille Statsfængsel (1859) og blev således en generaliseret betegnelse for området langs Roskildevej mellem de nuværende Glostrup- og Høje-Taastrup kommuner. Lokalt gik man efterhånden over til at omtale den oprindelige landsby som Gammel Vridsløse (tryk på "Vrids" og rim på 60), men på landkort og i officielle sammenhænge er den stadig kendt som Vridsløselille. Elementet "lille" har tjent til at skelne Vridsløselille fra den nærliggende Vridsløsemagle, hvor "magle" betyder "store".
Vridsløselille er nok især kendt for Statsfængslet i Vridsløselille opført i 1859 som Forbedringshuset på Vridsløselille Mark, og Roskilde Kro, der blev opført ved den nyanlagte Roskildevej i 1772, og som i 1807 var hovedkvarter for Arthur Wellesley i forbindelse med Træskoslaget ved Køge.

## Historie
Vridsløselille var en landsby lige øst for Store Vejleå. I 1682 bestod den af 12 gårde og fire
huse uden jord. Det samlede dyrkede areal udgjorde 476,3 tønder land skyldsat til 154,89 tdr hartkorn.
Da landevejen mellem København og Roskilde blev rettet ud, kom Vridsløselille til at ligge syd for landevejen, mens Roskilde Kro blev flyttet nogle få kilometer mod syd fra den gamle landevej og placeret lige nord for den nye vej klos op ad Store Vejleå.
Da jernbanen blev anlagt mellem København og Roskilde, kom Vridsløselille til at ligge lidt nord for den. Der kom imidlertid ikke noget stoppested ved landsbyen, som ikke fik umiddelbar betydning for den videre udvikling. En station anlagdes derimod ved Tåstrup, hvor der hurtigt udvikledes en stationsby. Noget øst for Vridsløselille oprettedes en straffeanstalt nær gården Albertslund, i tilknytning til hvilken der hurtigt voksede en mindre bebyggelse frem med Vridsløselille Trinbræt, som ligger tæt på den nuværende Albertslund Station.